# Ronald Petrovický
Ronald Petrovický (* 15. Februar 1977 in Žilina, Tschechoslowakei) ist ein ehemaliger slowakischer Eishockeyspieler, der zuletzt 2009 für die Springfield Falcons in der American Hockey League gespielt hat. Sein Bruder Róbert ist ebenfalls ein professioneller Eishockeyspieler.      

## Karriere
Ronald Petrovický begann seine Karriere als Eishockeyspieler in der Nachwuchsabteilung des HC Dukla Trenčín, für dessen Profimannschaft er in der Extraliga (Slowakei) 1993/94 sein Debüt in der slowakischen Extraliga gab. Anschließend wechselte der Flügelspieler in die kanadische Juniorenliga Western Hockey League, in der er von 1994 bis 1998 für die Tri-City Americans, die ihn beim CHL Import Draft 1994 an insgesamt fünfter Position gezogen hatten, die Prince George Cougars und die Regina Pats aktiv war. In diesem Zeitraum wurde er im NHL Entry Draft 1996 in der neunten Runde als insgesamt 228. Spieler von den Calgary Flames ausgewählt. Zunächst spielte er von 1998 bis 2000 ausschließlich für Calgarys Farmteam, die Saint John Flames, in der American Hockey League, ehe er ebenfalls zwei Jahre lang für die Calgary Flames in der National Hockey League auf dem Eis stand. Einen Großteil seines Rookiejahres, der Saison 2000/01, verpasste er aufgrund einer Handgelenksverletzung, die er kurz nach Saisonbeginn erlitt.   
Die Saison 2002/03 verbrachte Petrovický bei Calgarys Ligarivalen New York Rangers, ehe er am 3. Oktober 2003 im NHL Waiver Draft von den Atlanta Thrashers ausgewählt wurde. Für die Thrashers erzielte er in seinem ersten Jahr in 78 Spielen 16 Tore und gab 15 Vorlagen. Den Lockout während der Saison 2004/05 verbrachte der slowakische Nationalspieler in Europa, wo er nacheinander für den MsHK Žilina aus seiner slowakischen Heimatstadt, sowie den Brynäs IF in der schwedischen Elitserien auf dem Eis stand. Nach Wiederaufnahme des Spielbetriebs in der NHL kehrte er nach Atlanta zurück, wo er eine weitere Spielzeit verbrachte, ehe er am 24. Juli 2006 einen Vertrag als Free Agent bei den Pittsburgh Penguins unterschrieb. Aufgrund einer Hüftverletzung in der Saisonvorbereitung konnte er jedoch nur 31 Spiele für Pittsburgh in der NHL bestreiten und absolvierte zudem vier Spiele für deren AHL-Farmteam Wilkes-Barre/Scranton Penguins. 
Während der Saison 2007/08 lief der Olympiateilnehmer von 2006 für mehrere europäische Clubs auf. Zunächst begann er die Spielzeit beim HC Dukla Trenčín, anschließend wechselte er zu MODO Hockey in die Elitserien und schließlich beendete er die Spielzeit beim EV Zug in der Schweizer National League A. Zur folgenden Spielzeit wurde er vom lettischen Club Dinamo Riga aus der neu gegründeten Kontinentalen Hockey-Liga verpflichtet. Für sein neues Team erzielte er in 30 Spielen zwei Tore und bereitete weitere drei Vor. Anschließend zog es den Slowaken noch einmal nach Nordamerika, er absolvierte in der Saison 2009/10 jedoch nur noch sechs Spiele für das AHL-Team der Springfield Falcons. Seither ist er vereinslos.       

### International
Für die Slowakei nahm Petrovický im Juniorenbereich einzig an der U18-C-Europameisterschaft 1994 teil. Im Seniorenbereich stand er im Aufgebot seines Landes bei den Weltmeisterschaften 2000 und 2004, sowie bei den Olympischen Winterspielen 2006 in Turin.

## Erfolge und Auszeichnungen
- 1994 Aufstieg in die B-Gruppe bei der U18-C-Europameisterschaft
- 1998 WHL East Second All-Star Team
- 2000 Silbermedaille bei der Weltmeisterschaft

## Statistik
(Stand: Ende der Saison 2010/11)